# Arremonops
Arremonops és un gènere d'ocells de la família dels Passerèl·lids (Passerellidae) que habiten a la zona neotropical.

## Taxonomia
Segons la classificació del Congrés Ornitològic Internacional (versió 14.1, 2023) aquest gènere està format per 4 espècies:
- Arremonops rufivirgatus - toquí olivaci.[4]
- Arremonops tocuyensis - toquí de Tocuyo.
- Arremonops chloronotus - toquí dorsiverd.
- Arremonops conirostris - toquí de ratlles negres.